# Börje Lindberg
Gunnar Börje Lindberg (* 14. Mai 1928 in Stockholm; † 20. November 2023 in Ystad) war ein schwedischer Bildhauer.

## Leben und Werk
Lindberg studierte in den 1950er Jahren an der Kungliga Konsthögskolan Stockholm. Er arbeitete hauptsächlich mit Holz, schuf aber auch einige Skulpturen aus Bronze, Keramik und anderen Materialien. Etliche seiner Arbeiten sind im öffentlichen Raum zu sehen, zudem sind Teile seiner Werke im Moderna Museet ausgestellt.
2021 gehörte Lindbergs Bronze-Skulptur „Generalslagsmål“ zu mehreren in Solna aus dem öffentlichen Raum gestohlenen Kunstwerken.
Er starb am 20. November 2023 im Alter von 95 Jahren in Ystadt.

## Auszeichnungen
- 2020: Ystads kommuns kulturpris[5]

## Werke im öffentlichen Raum

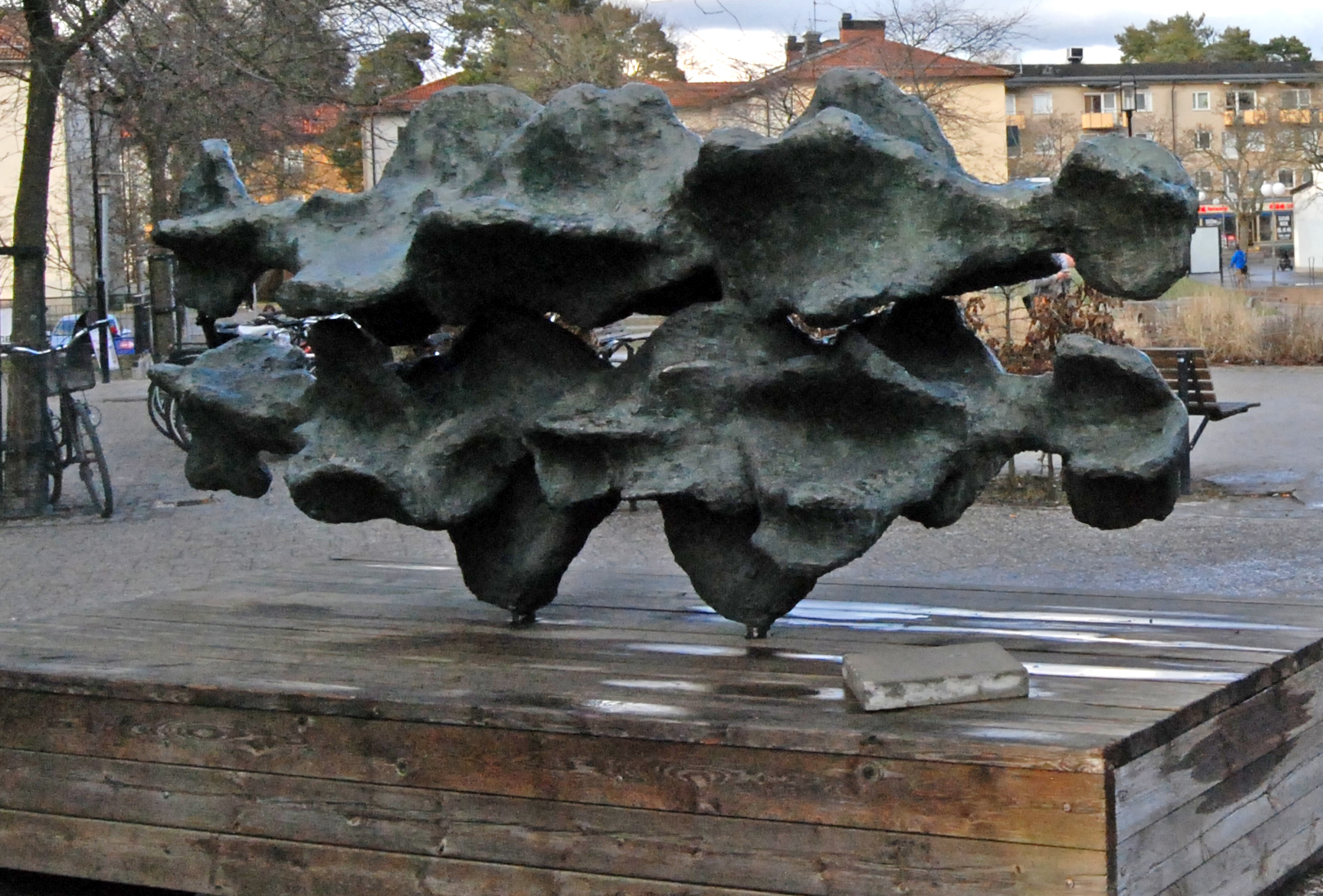
Varandras spegel

- Varandras spegel i Bagarmossens Centrum, Stockholm
- Bollspel, Stockholm
- Generalslagsmål, Solna
- 33 lågor, Österportsrondellen, Landskrona
- SIN flaggor, Branteviksrondellen, Simrishamn
- Meditation, Huddinge sjukhus
- Tegelvägg, Norrtälje sjukhus
- Spegel, Rosenlunds sjukhus, Stockholm